# Diocesi di Zhaoxian
La diocesi di Zhaoxian (in latino: Dioecesis Ciaoscienensis) è una sede della Chiesa cattolica in Cina suffraganea dell'arcidiocesi di Pechino. Nel 1947 contava 45.000 battezzati su 900.000 abitanti. La sede è vacante.

## Territorio
La diocesi comprende parte della provincia cinese dello Hebei.
Sede vescovile è la città di Zhaoxian, nella contea di Zhao.

## Storia
La prefettura apostolica di Zhaoxian fu eretta il 18 marzo 1929 con il breve Cum Vicarius, ricavandone il territorio dal vicariato apostolico di Zhengdingfu (oggi diocesi di Zhengding).
L'11 gennaio 1932 la prefettura apostolica fu elevata al rango di vicariato apostolico con il breve Ex apostolico munere di papa Pio XI.
L'11 aprile 1946 il vicariato apostolico è stato elevato a diocesi con la bolla Quotidie Nos di papa Pio XII.
Il 9 marzo 1983 fu consacrato vescovo della diocesi il sacerdote Raimondo Wang Chonglin. L'8 agosto 2000 questi consacrò suo vescovo coadiutore il sacerdote Giuseppe Jiang Mingyuan. Entrambi sono deceduti, Jiang Mingyuan il 13 luglio 2008 all'età di 77 anni, e Wang Chonglin il 2 febbraio 2010 all'età di 88 anni.

## Cronotassi dei vescovi
Si omettono i periodi di sede vacante non superiori ai 2 anni o non storicamente accertati.
- John Chang Pi-te † (9 aprile 1929 - 13 febbraio 1953 dimesso[1])
  - Sede vacante
  - Thomas Min Doumu † (13 febbraio 1953 - 1981) (amministratore apostolico)
  - Raymond Wang Chonglin † (9 marzo 1983 - 22 marzo 2006 ritirato) (vescovo clandestino)
  - Joseph Jiang Ming-yuan, C.D.D. † (22 marzo 2006 succeduto - 13 luglio 2008 deceduto) (vescovo clandestino)

## Statistiche
La diocesi nel 1947 su una popolazione di 900.000 persone contava 45.000 battezzati, corrispondenti al 5,0% del totale.
| anno | popolazione | popolazione | popolazione | presbiteri | presbiteri | presbiteri | presbiteri                | diaconi | religiosi | religiosi | parrocchie |
| anno | battezzati  | totale      | %           | numero     | secolari   | regolari   | battezzati per presbitero | diaconi | uomini    | donne     | parrocchie |
| ---- | ----------- | ----------- | ----------- | ---------- | ---------- | ---------- | ------------------------- | ------- | --------- | --------- | ---------- |
| 1947 | 45.000      | 900.000     | 5,0         | 39         | 39         |            | 1.153                     |         |           | 68        | 18         |

Secondo alcune fonti statistiche la diocesi di Zhaoxian contava nel 2010 60.000 cattolici, 60 sacerdoti, 124 religiose, 170 seminaristi minori e 52 maggiori, e 145 chiese e luoghi di culto.